# Castagnole Monferrato
Castagnole Monferrato is een gemeente in de Italiaanse provincie Asti (regio Piëmont) en telt 1238 inwoners (31-12-2004). De oppervlakte bedraagt 17,3 km², de bevolkingsdichtheid is 72 inwoners per km².

## Demografie
Castagnole Monferrato telt ongeveer 675 huishoudens. Het aantal inwoners steeg in de periode 1991-2001 met 0,7% volgens cijfers uit de tienjaarlijkse volkstellingen van ISTAT.
| Jaar | Inwoneraantal |
| ---- | ------------- |
| 1991 | 1226          |
| 2001 | 1234          |

## Geografie
Castagnole Monferrato grenst aan de volgende gemeenten: Asti, Calliano, Grana, Montemagno, Portacomaro, Refrancore, Scurzolengo.